# Zender Kaliakra
De zender van Kaliakra was een nooit in gebruik genomen faciliteit voor middengolfuitzendingen in Kaliakra, Bulgarije. Hij zou werken op 1125 kHz met een capaciteit van 1000 kilowatt en zou als antenne 9 masten gebruiken, die door kabels worden verankerd. De langste van deze masten was 172 meter.